# Поможе (Мазовецьке воєводство)
Поможе (пол. Pomorze) — село в Польщі, у гміні Опіноґура-Ґурна Цехановського повіту Мазовецького воєводства.
Населення — 212 осіб (2011).
У 1975-1998 роках село належало до Цехановського воєводства.

## Демографія
Демографічна структура станом на 31 березня 2011 року:
|          | Загалом | Допрацездатний вік | Працездатний вік | Постпрацездатний вік |
| -------- | ------- | ------------------ | ---------------- | -------------------- |
| Чоловіки | 112     | 18                 | 77               | 17                   |
| Жінки    | 100     | 17                 | 51               | 32                   |
| Разом    | 212     | 35                 | 128              | 49                   |